# Tomoyuki Kawabata (judo)
Pour les articles homonymes, voir Tomoyuki Kawabata.
Tomoyuki Kawabata est un judoka japonais. 
Il est médaillé de bronze aux Championnats du monde de judo 1969 à Mexico en catégorie des moins de 93 kg.